# Aphanius
Aphanius – rodzaj ryb z rodziny karpieńcowatych (Cyprinodontidae).

## Klasyfikacja
Gatunki zaliczane do tego rodzaju:
| - Aphanius almiriensis - Aphanius anatoliae - Aphanius apodus – karpieńczyk algierski - Aphanius asquamatus - Aphanius baeticus - Aphanius burdurensis - Aphanius danfordii - Aphanius dispar - Aphanius farsicus - Aphanius fasciatus – karpieńczyk pręgowany - Aphanius ginaonis - Aphanius iberus – karpieńczyk hiszpański | - Aphanius isfahanensis - Aphanius mento - Aphanius mesopotamicus - Aphanius punctatus - Aphanius saourensis - Aphanius sirhani - Aphanius sophiae - Aphanius stiassnyae - Aphanius sureyanus - Aphanius transgrediens - Aphanius villwocki - Aphanius vladykovi |

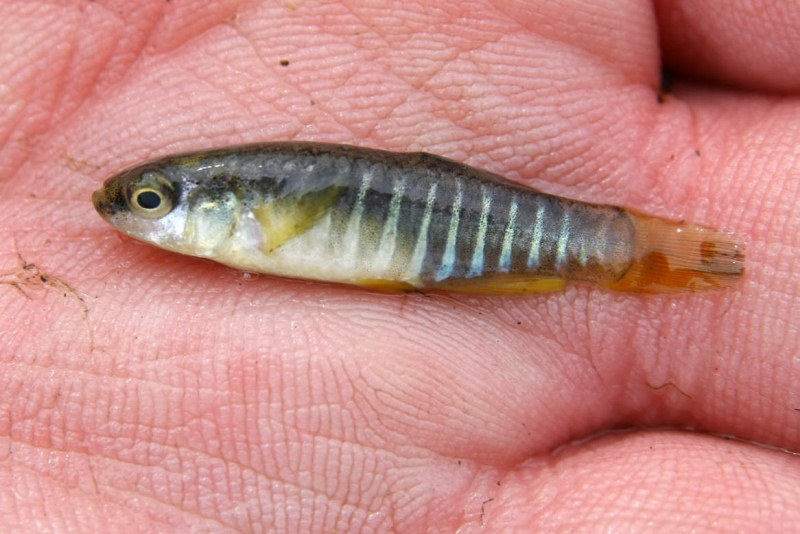
Aphanius fasciatus
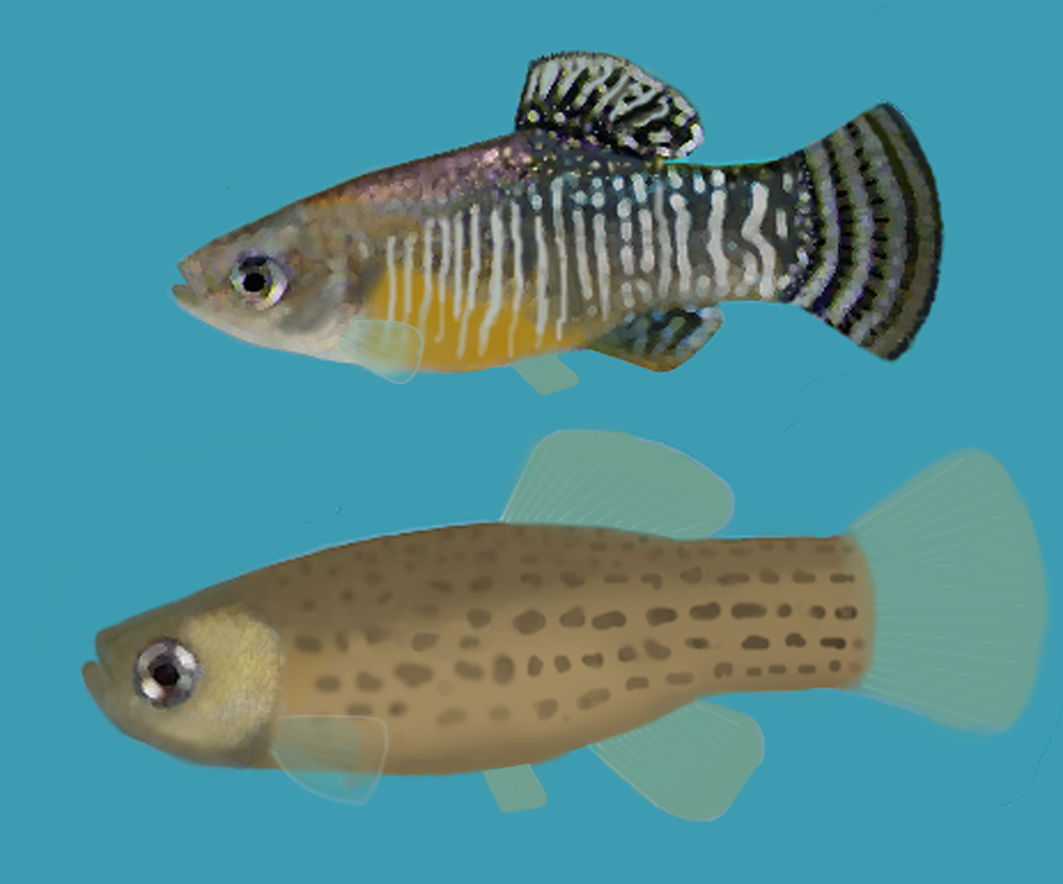
Aphanius iberus
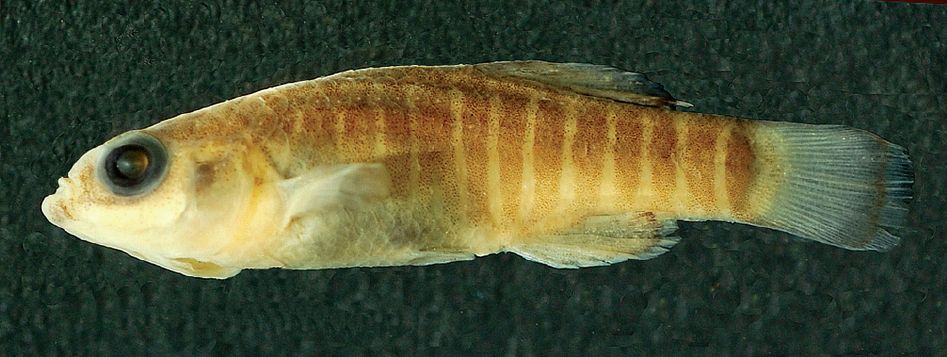
Aphanius mesopotamicus

Gatunek wymarły
- †Aphanius opavensis[6]